# 36. Waffen-Grenadier-Division der SS
La 36. Waffen Grenadier Division der SS, meglio conosciuta come SS-Sturmbrigade Dirlewanger o più colloquialmente Brigata Dirlewanger, fu una famigerata unità penale militare delle Waffen-SS durante la seconda guerra mondiale. Formata originariamente con compiti antipartigiani, finì per combattere contro l'Armata Rossa verso la fine della guerra.
L'unità è considerata la più brutale delle Waffen-SS, con i suoi soldati descritti come "assassini genocidi". L'unità è considerata la più famigerata delle Waffen-SS in Polonia e Bielorussia, e da alcuni definita come la peggiore unità militare della storia europea moderna per la sua crudeltà.

## Storia
La storia di questa unità è inestricabilmente legata al suo comandante, Oskar Dirlewanger: nato nel 1895, dopo aver ottenuto la croce di ferro di prima e seconda classe combattendo con l'esercito imperiale durante la prima guerra mondiale si unì ai freikorps e prese parte a cruenti combattimenti urbani.
Successivamente Dirlewanger si laureò e si dedicò all'insegnamento fino al 1934 quando, a seguito di un abuso sessuale nei confronti di una minorenne, finì incarcerato, perse il diritto d'insegnare e venne espulso dall'NSDAP (al quale si era iscritto nel 1923). Dopo due anni di detenzione venne rilasciato ma presto venne accusato nuovamente dello stesso crimine e mandato in un campo di concentramento; Gottlob Berger, un suo vecchio camerata nei freikorps, poi divenuto stretto collaboratore di Heinrich Himmler, nonostante le due condanne e il fatto che Dirlewanger fosse un alcolista ne assicurò lo scarceramento e gli trovò un posto nella Legione spagnola e poi nella Legione Condor, un'unità di volontari tedeschi che combatteva nella guerra civile spagnola.
Al suo ritorno in Germania nel 1939, dopo tre anni in Spagna dove aveva combattuto coraggiosamente venendo anche ferito tre volte in combattimento, a Dirlewanger venne garantita l'ammissione alle Allgemeine-SS e conferito il grado di SS-Untersturmführer. Berger si rese conto che l'unica maniera per tenere sotto controllo Dirlewanger era sotto le armi, così organizzò la creazione di un'unità militare che sarebbe stata usata per riabilitare i detenuti.

### Costituzione
Il 15 giugno 1940 venne costituito il Wilddiebkommando Oranienburg, il quale era composto da uomini imprigionati per bracconaggio in quanto si ritenne che i bracconieri fossero in possesso di abilità tali da renderli eccellenti esploratori nonché truppe antipartigiane. Col passare del tempo venne reclutato un crescente numero, prima di militari detenuti per vari motivi, poi di criminali comuni, molti dei quali provenienti dai campi di concentramento, spesso detenuti per crimini gravi (tra cui aggressione, furto e stupro), nel maggio 1943 venne estesa la possibilità di arruolarsi a qualunque tipo di criminali, circostanza che fece reclutare detenuti per i peggiori reati (generalmente stupratori, assassini e molestatori di bambini) Tra il gennaio 1942 e il 1944, vennero reclutati anche volontari russi e ucraini, possibilità che venne però in seguito revocata.

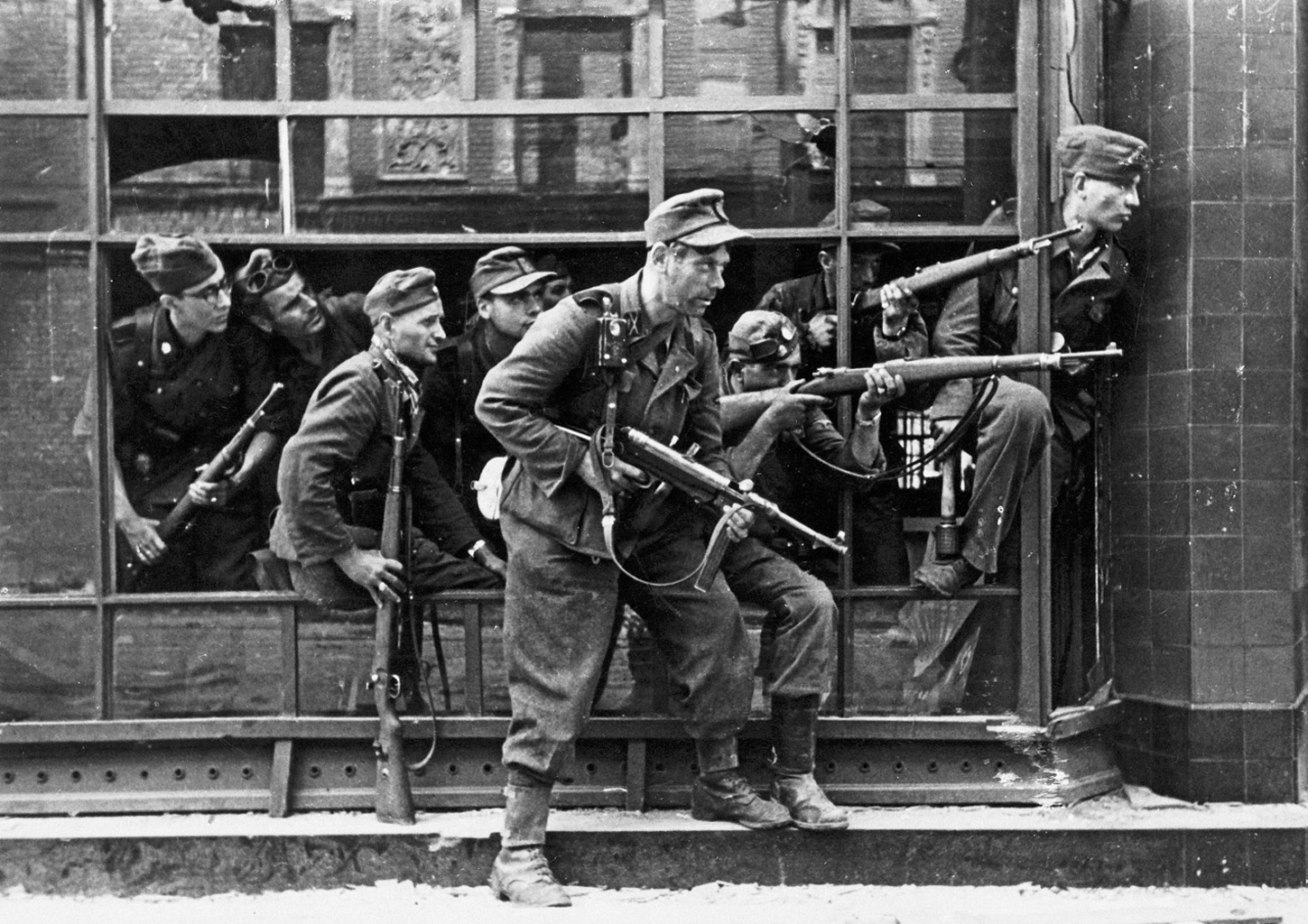
Membri della Brigata Dirlewanger a Varsavia nel 1944

Sebbene si ipotizzasse che l'arruolamento nel reparto di Dirlewanger sarebbe servito come riabilitazione, esso in realtà diede la possibilità di continuare a delinquere senza doverne pagare le conseguenze. Per questa ragione gli atti dell'unità furono oggetto di svariate lamentele da parte di ufficiali superiori della Wehrmacht, ma tali rimostranze finirono spesso inosservate o ignorate; nemmeno l'introduzione di misure disciplinari sortì risultati apprezzabili.

## Attività operativa

### Polonia
A metà del 1941, il Wilddiebkommando Oranienburg, che nel frattempo era stato rinominato SS-Sonderbatallion Dirlewanger (quindi un battaglione speciale delle SS, per differenziarlo dalle Waffen SS, le unità combattenti) e messo sotto il comando della SS-Totenkopfverbände, venne mandato nel Governatorato Generale, con compiti anti partigiani, agli ordini diretti di Himmler. Durante questo periodo l'unità venne coinvolta in numerosi casi di corruzione, stupro, strage indiscriminata e saccheggio, non mancavano nemmeno episodi di diserzione; tali atti arrivarono a disgustare il comandante delle SS del Governatorato Generale, Friedrich Wilhelm Krüger, le cui lamentele ebbero come risultato il trasferimento della Dirlewanger in Bielorussia nel febbraio 1942.

### Bielorussia
In Bielorussia il battaglione andò sotto il comando dell'Obergruppenführer Erich von dem Bach-Zelewski e ritornò ad avere compiti anti partigiani agendo in cooperazione con la Brigata Kaminski. La condotta del reparto in Unione Sovietica, anziché migliorare, peggiorò ulteriormente e le atrocità diventarono quotidiane: si stima che durante le operazioni nel biennio 1942-1944 vennero dati alle fiamme 200 villaggi e uccisi 120.000 civili. Il 20 agosto 1942, il battaglione venne elevato al rango di reggimento e rinominato "SS-Sonderregiment Dirlewanger" nel quale venne incorporato un secondo battaglione nel febbraio 1943 composto da criminali, volontari orientali e delinquenti militari, portando gli effettivi a quota 700 uomini, 300 dei quali erano cittadini sovietici.
In maggio e giugno l'unità prese parte all'operazione Cottbus, nell'agosto 1943 venne dato il nulla osta per l'istituzione di un terzo battaglione e la creazione di mostrine proprie, durante questo periodo il reggimento venne ingaggiato in pesanti combattimenti, Dirlewanger in persona condusse numerosi assalti guadagnandosi svariati riconoscimenti per il coraggio in battaglia. Nel novembre 1943, il reggimento venne impegnato in prima linea con il gruppo di armate centrale nel tentativo di fermare l'avanzata dell'Armata Rossa ma diede scarsa prova di sé, stante la mancanza di addestramento e l'equipaggiamento non adatto per il combattimento sul fronte; tutto questo portò a pesanti perdite, a fine anno infatti il reggimento arrivava a contare appena 259 uomini.
Grazie a un sostenuto numero di criminali amnistiati, nel tardo febbraio 1944 il reggimento era tornato in forze, le operazioni anti partigiane continuarono fino a giugno 1944, quando i sovietici lanciarono l'operazione Bagration con lo scopo di distruggere il gruppo di armate centrale: l'unità venne raggiunta e cominciò a ripiegare distinguendosi in diverse azioni di retroguardia e raggiungendo la Polonia decimata ma in buon ordine.

### Ritorno in Polonia

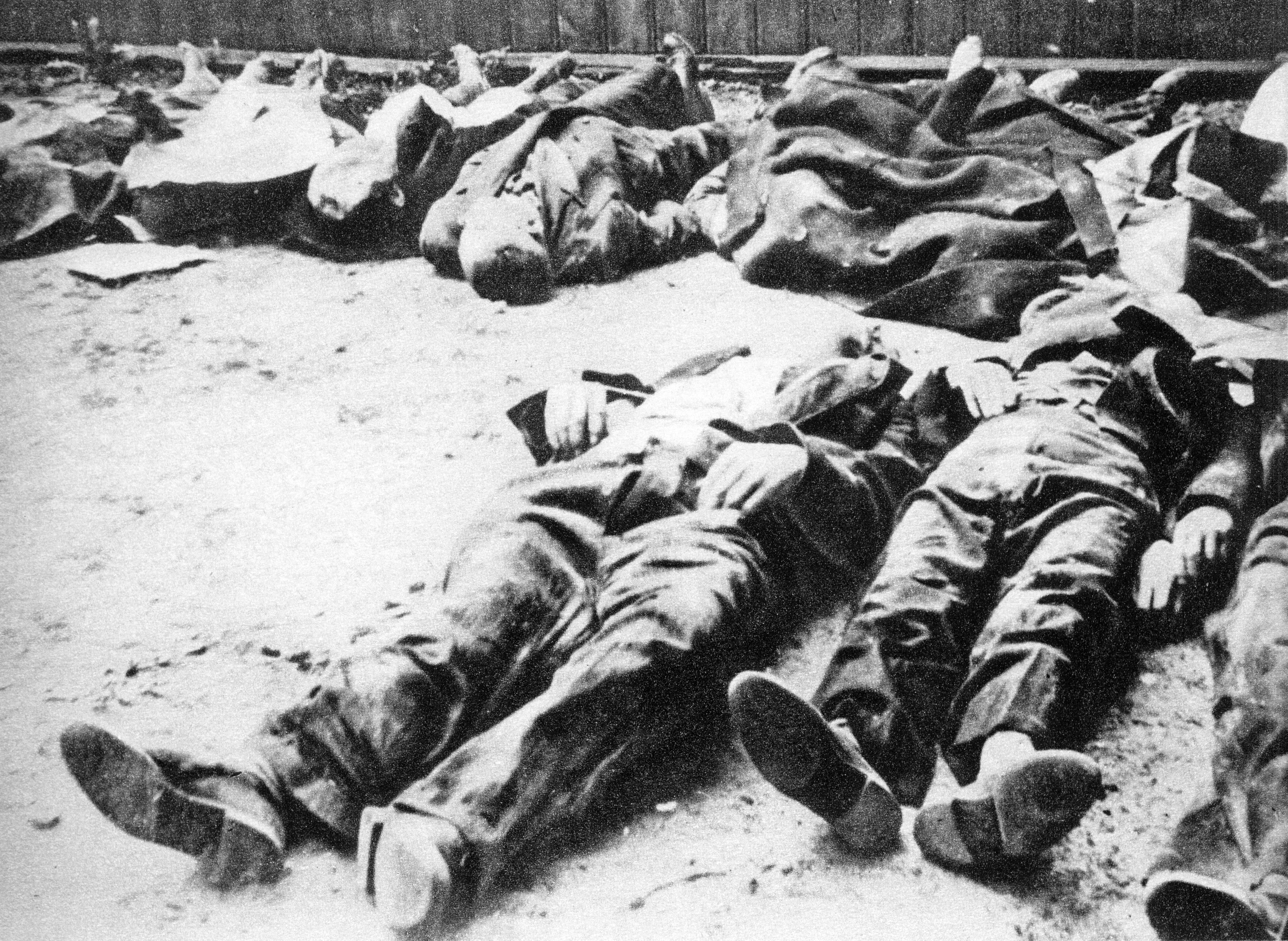
Civili uccisi durante la rivolta di Varsavia dagli uomini di Dirlewanger

Il reggimento venne mandato in azione come parte del Kampfgruppe agli ordini delle SS-Gruppenführer Heinz Reinefarth ancora una volta assieme alla Brigata Kaminski il primo agosto 1944, quando l'Armia Krajowa iniziò la rivolta di Varsavia. Durante la battaglia il reparto, incoraggiato da Dirlewanger in persona, agì atrocemente stuprando, saccheggiando e uccidendo gli abitanti della città senza tenere conto se fossero appartenenti alla resistenza polacca o meno. Secondo i resoconti il comportamento dell'unità fu talmente bestiale e indiscriminato che Himmler fu costretto a distaccare un battaglione di polizia militare delle SS con l'unico fine di controllare che gli uomini della Dirlewanger non volgessero le armi contro i loro comandanti o contro le vicine unità tedesche. Dal 5 all'8 agosto, il reggimento prese parte al massacro di Wola, l'esecuzione di massa di almeno 40.000 civili nel distretto di Wola; mentre tali gesta erano viste con sdegno da von dem Bach-Zelewski e dal comandante del settore, il Generalmajor Günter Rohr, Heinz Reinefarth propose Dirlewanger per la croce di cavaliere e la promozione a SS-Oberführer der Reserve.
Il 2 ottobre 1944 i polacchi si arresero e il reggimento venne mandato a sorvegliare la linea della Vistola; oltre ad essere impegnati in omicidi di massa, stupri e ruberie, gli uomini di Dirlewanger avevano combattuto duramente contro gli insorgenti con conseguenze estremamente pesanti: basti pensare che in due mesi di guerra urbana le perdite ammontarono a 2.733 uomini su poco più di 3.300 effettivi (all'arrivo in città il reggimento contava 881 uomini a cui se ne aggiunsero altri 2.500). In questo periodo il reggimento venne elevato al rango di brigata e rinominato "SS-Sonderbrigade Dirlewanger" per poi farla diventare una brigata combattente delle Waffen-SS, la "2.SS-Sturmbrigade Dirlewanger", che presto raggiunse i 4.000 effettivi.

### Slovacchia e Ungheria
La Dirlewanger venne chiamata nuovamente in azione per soffocare l'insurrezione nazionale slovacca nel tardo agosto 1944; le azioni brutali della brigata giocarono un ruolo molto importante per reprimere la ribellione, al punto che il 30 ottobre la crisi era evitata, sebbene a un durissimo prezzo: nonostante la Slovacchia fosse alleata della Germania la brigata continuò a saccheggiare, stuprare e uccidere. In dicembre venne mandata sul fronte in Ungheria dove in un mese di combattimenti subì forti perdite e venne fatta tornare in Slovacchia per riorganizzarsi, poco dopo venne assegnato alla brigata l'SS-Brigadeführer Fritz Schmedes, ex comandante della 4ª SS-Polizei-Panzergrenadierdivision rimosso dalla sua posizione da Himmler per essersi rifiutato di eseguire gli ordini; vista la sua vasta esperienza di combattimento Schmedes divenne il consigliere di Dirlewanger per il combattimento in prima linea.
Visto come si stava mettendo la guerra, un gran numero di prigionieri politici comunisti e socialisti cominciarono a far domanda di arruolamento nella speranza di disertare e unirsi ai russi.

### Germania
Nel febbraio 1945 la Dirlewanger venne mandata a nord della linea Oder-Neiße per cercare di fermare l'avanzata sovietica e il 14 febbraio 1945 venne elevata a divisione diventando la "36.Waffen-Grenadier-Division der SS", a cui vennero aggregate alcune formazioni della Wehrmacht tra cui una di pionieri e una di Panzerjäger. Proprio il giorno dopo, Oskar Dirlewanger venne ferito seriamente in combattimento per la dodicesima volta e venne mandato nelle retrovie lasciando il comando a Schmedes; non avrebbe più fatto ritorno.
Quando l'offensiva finale sovietica cominciò il 16 aprile 1945, la divisione venne respinta a nord est, gli episodi di diserzione divennero sempre più comuni, la situazione cominciò a degenerare (gli uomini del 73. Waffen-Grenadier-Regiment der SS arrivarono a linciare il proprio comandante Ewald Ehlers, ex comandante del campo di concentramento di Dachau) e quando Schmedes cercò di riorganizzarla il 25 aprile, si accorse che aveva praticamente cessato di esistere. I pochi superstiti della divisione cercarono di raggiungere l'esercito statunitense sull'Elba, a cui si arresero il 3 maggio 1945; solo 700 uomini sopravvissero.

## La resa
Alla fine della guerra Dirlewanger venne catturato dagli Alleati; il primo giugno 1945 dei soldati polacchi inquadrati nelle forze di occupazione francesi lo portarono alla prigione di Altshausen dove nei giorni successivi venne picchiato e torturato, morendo il 5 giugno 1945. Venne seppellito il 19 giugno 1945 ma le autorità militari francesi mantennero il riserbo sull'avvenimento tanto che nei 15 anni successivi Dirlewanger venne avvistato in giro per il mondo, fino a che nel 1960 non ne venne esumato il corpo per provarne la morte.
Nel 2009, le autorità polacche hanno dichiarato di avere identificato tre sopravvissuti della Dirlewanger residenti in Germania, e che sono intenzionate ad assicurarli alla giustizia.

## Comandanti
| Grado                       | Nome              | Inizio         | Fine          |
| * SS-Oberführer der Reserve | Oskar Dirlewanger | 15 giugno 1940 | febbraio 1945 |
| * SS-Brigadeführer          | Fritz Schmedes    | marzo 1945     | maggio 1945   |

## Ordini di battaglia
SS-Sturmbrigade Dirlewanger, agosto 1944
- Brigade Stab
- SS-Regiment 1
- SS Regiment 2
- Artillerie-Abteilung
- Füsilier-Kompanie
- Pioneer-Kompanie
- Nachrichtren-Kompanie

36.Waffen-Grenadier-Division der SS, marzo 1945
- Division Stab
- 72. Waffen-Grenadier-Regiment der SS
- 73. Waffen-Grenadier-Regiment der SS
- Panzer-Abteilung Stansdorf I
- Artillerie Abteilung 36
- Füsilier Kompanie 36
- 1244. (Heer) Grenadier-Regiment
- 687. (Heer) Pioneer-Brigade
- 681. (Heer) Schwere-Panzerjäger-Abteilung